# Oskar-Messter-Medaille
Die Oskar-Messter-Medaille ist eine Auszeichnung für Wissenschaftler und Techniker, die besondere Verdienste bei der Förderung der Kinotechnik erworben haben. Es handelt sich um eine Gedenkmünze mit eingraviertem Porträt des deutschen Filmpioniers Oskar Messter. Erster Preisträger war 1927 der Namensgeber selbst, nachdem die Medaille anlässlich seines 60. Geburtstags am 21. November 1926 gestiftet worden war. Die Oskar-Messter-Medaille wurde zunächst von der Deutschen Kinotechnischen Gesellschaft und dann von dessen Nachfolger, der Fernseh- und Kinotechnischen Gesellschaft, verliehen.

## Preisträger
- 1927: Oskar Messter
- 1929: Carl Forch
- 1930: Karl Geyer
- 1931: Emil Mechau
- 1932: Emanuel Goldberg
- 1934: Joseph Massolle, Joseph Benedict Engl und Hans Vogt
- 1936: Friedrich Paul Liesegang
- 1937: Alexander Ernemann
- 1941: Carl Froelich
- 1942: Gustav Wilmanns
- 1953: August Arnold
- 1961: Hugo Lichte und Albert Narath
- 1962: Hans Friess
- 1963: Hans Warncke
- 1966: Leo Mayer
- 1967: Robert Richter
- 1975: Herbert Tümmel
- 1977: Angelo Jotzoff
- 1978: Hans Christoph Wohlrab
- 1980: Otto Schulze
- 1986: Johannes Webers und Christoph Geyer
- 1992: Günter Kieß
- 1994: Karl-Otto Frielinghaus
- 1998: Max Rotthaler
- 2000: Günther Bevier
- 2002: Eddy H. Zwaneveld
- 2004: Hans-Peter Zoller
- 2006: Franz Kraus
- 2012: Howard Lukk
- 2014: Johannes Steurer
- 2016: Volker Maßmann
- 2018: Wolfgang Ruppel
- 2020: Horst Burballa
- 2024: Sven Bliedung von der Heide für die erfolgreiche Einführung des Volumetric Scanning mit Volucap in der Internationalen Filmproduktion[1]